# Discographie de Toto

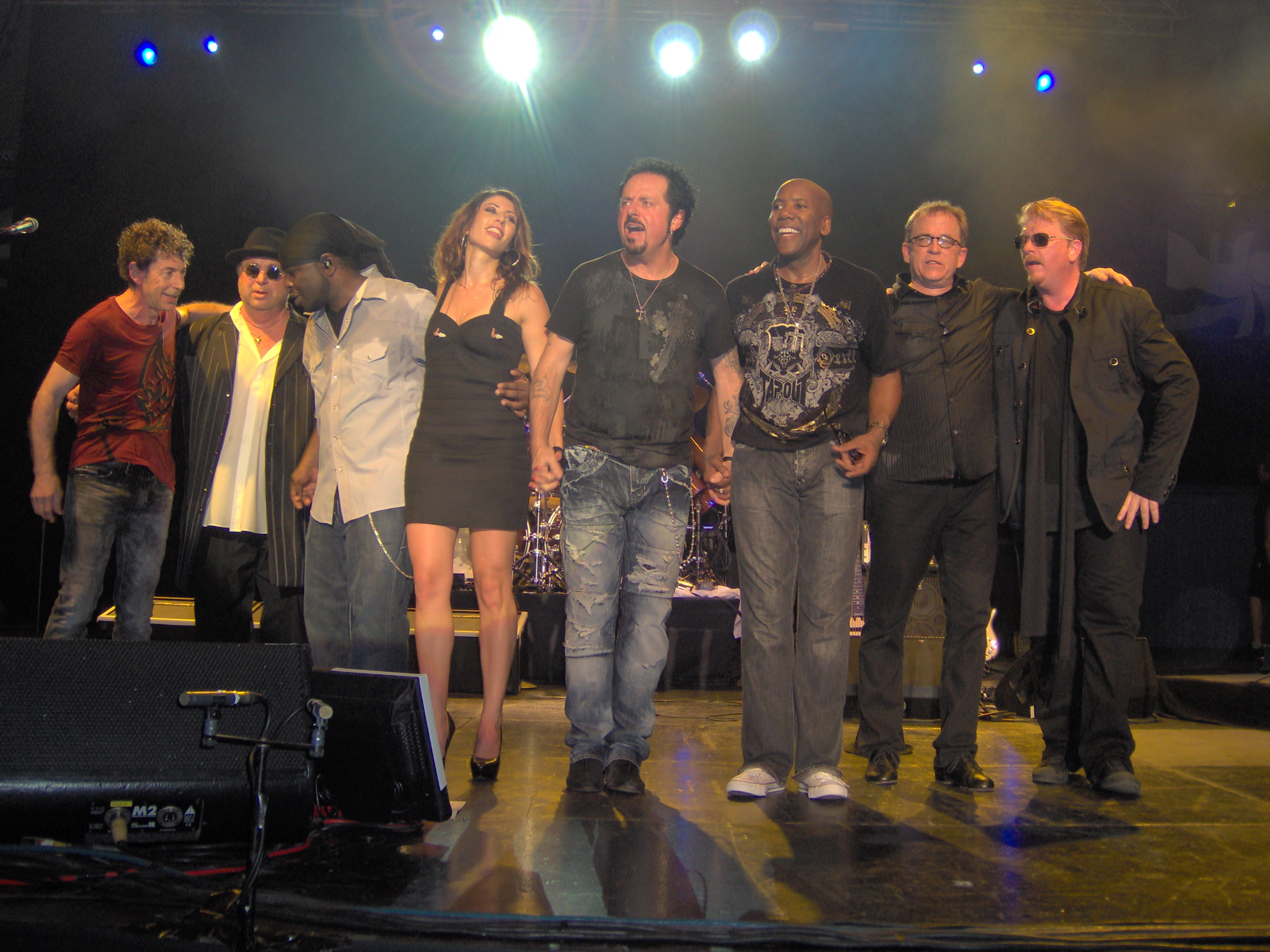
TOTO en concert à Copenhague au KB Hallen le 20 juillet 2010. Le lineup 2010 de gauche à droite : Simon Phillips (batterie), David Paich (claviers, voix), Mabvuto Carpenter (voix), Jory Steinberg (voix), Steve Lukather (guitare, voix), Nathan East (basse, voix), Steve Porcaro (claviers) et Joseph Williams (voix).

Cette page présente la discographie détaillée du groupe Toto.

## Albums studio
Sous l'album, la(les) chanson(s) (single ou non) la (les) plus remarquée(s)
- 1978 Toto
  - Hold the Line, le premier single à succès de Toto.
  - I'll supply the love
  - Georgy Porgy
- 1979 Hydra
  - 99, chanson qui fait allusion au film de George Lucas, THX 1138.
  - White Sister
- 1981 Turn Back
  - English eyes
- 1982 Toto IV
  - Africa, titre phare du groupe, chanté par David Paich.
  - Rosanna
  - I Won't Hold You Back
- 1984 Isolation
  - Stranger in town
  - Holyanna
- 1986 Fahrenheit
  - Without your love
  - I'll be over you
  - Don't stop me now, premier instrumental du groupe de type jazz, avec une légère fusion rock.
- 1988 The Seventh One
  - Stop Loving You
  - Pamela, une ballade sentimentale de l'album, chantée par Joseph Williams.
  - Home of the Brave est chantée par le claviériste David Paich et la voix lead de l'époque, Joseph Williams et figure aussi sur deux des albums live du groupe, Absolutely Live (1993) et Live in Amsterdam (2003).
- 1990 Past to Present
  - Out of love, interprétée par Jean-Michel Byron, membre furtif du groupe
- 1992 Kingdom of Desire
  - Don't Chain My Heart, premier single de l'album, ce titre est un tube en France durant l'hiver 1992-1993.
  - Gypsy Train, de type hard rock
  - 2 Hearts, un des single du disque et l'une des trois ballades proposées.
  - 'The Other Side, seconde ballade de l'album, et ressemble au morceau Africa.
  - Only You, troisième ballade.
  - How Many Times, seul morceau aux allures de piano bar du groupe.
  - Jake to the Bone, second instrumental de Toto, de type jazz fusion.
- 1995 Tambu
  - Just can't get to you
  - If You Belong to Me
  - The Road Goes On'
  - I'll remember, un single qui fait ressortir le côté pop du groupe.
  - Dave's gone skiing, troisième instrumental du groupe du même genre que le précédent.
- 1998 Toto XX
  - Goin' home : à la base destiné à la compilation Past to Present, ce morceau, écrit en 1977, a finalement figuré sur celle-ci.
- 1999 Mindfields
  - Caught in the Balance
  - Mad about You, chanson coécrite par Joseph Williams
  - Melanie
- 2002 Through The Looking Glass
- 2006 Falling in Between
  - Bottom of Your Soul : dernier single en date de Toto. Joseph Williams est au chant avec Steve Lukather.
- 2015 Toto XIV
  - Orphan
- 2018 Old is New

## Albums live
- 1993 : Absolutely Live
- 1999 : Livefields
- 2003 : Live in Amsterdam
- 2007 : Falling in Between Live
- 2014 : Live in Poland (35th Anniversary)
- 2019 : 40 Tours Around The Sun

## Compilations
Past to Present (1977-1990) et XX (1977-1997) (les deux compilations officielles) ont nécessité un enregistrement en studio pour les titres inédits alors que les autres compilations n'ont nécessité qu'une sélection des morceaux déjà enregistrés.
- Star box
- Greatest hits
- Legend
- A rock and roll band
- Super hits
- Toto: Rosanna, Africa, Hold the line and many more
- Best: Hold the line
- Hold the line
- The best of Toto
- Past to Present (1977-1990)
- The very best of Toto
- Mindfields/XX
- Love songs
- Circa 1980
- Africa
- The essential
- Best ballads
- Toto...
- The best of Toto
- Breakout years
- Rosanna
- Toto XX
- Greatest hits and more...
- Best of the best
- Premium best
- Original hits
- Best ballads
- Collections
- Long box
- Greatest hits: Unplugged

## Bande son, vidéos, DVD, BD
- 1984 : Dune, pour le film du même nom.
- 1990 : Past to Present: The Videos (VHS/Laserdisc)
- 1992 : Toto Live (VHS)
- 2002 : Greatest Hits Live... and more (DVD)
- 2003 : Live in Amsterdam (DVD/BD)
- 2004 : Past to Present: The Videos (DVD)
- 2006 : Africa: Toto's best, live (DVD)
- 2008 : Falling in Between Live (DVD/BD)
- 2014 : Live in Poland (35th Anniversary) (DVD/BD)

## Classement de quelques singles
| Année | Titre                        | US | UK  | GER | Album                     |
| ----- | ---------------------------- | -- | --- | --- | ------------------------- |
| 1978  | Hold the Line                | 5  | 14  | 23  | Toto                      |
| 1978  | I'll Supply the Love         | 45 | -   | -   | Toto                      |
| 1978  | Georgy Porgy                 | 48 | -   | -   | Toto                      |
| 1979  | 99                           | 26 |     | -   | Hydra                     |
| 1982  | Rosanna                      | 2  | 12  | 24  | Toto IV                   |
| 1982  | Make Believe                 | 30 | -   | 70  | Toto IV                   |
| 1982  | Africa                       | 1  | 3   | 14  | Toto IV                   |
| 1983  | I Won't Hold You Back        | 10 | 37  | -   | Toto IV                   |
| 1983  | Waiting for Your Love        | 73 | -   | -   | Toto IV                   |
| 1984  | Stranger in Town             | 30 | 100 | -   | Isolation                 |
| 1985  | Holyanna                     | 71 | -   | -   | Isolation                 |
| 1986  | I'll Be Over You             | 11 | -   | -   | Fahrenheit                |
| 1986  | Without Your Love            | 38 | -   | -   | Fahrenheit                |
| 1988  | Pamela                       | 22 | -   | -   | The Seventh One           |
| 1988  | Stop Loving You              | -  | 96  | -   | The Seventh One           |
| 1990  | Can You Hear What I'm Saying | -  | 80  | -   | Past to Present 1977-1990 |
| 1995  | I Will Remember              | -  | 64  | 82  | Tambu                     |
| 1998  | Goin' Home                   | -  | -   | 99  | XX                        |